# Floor Rusman
Floor Rusman (1986) is een Nederlands journalist, essayist, columnist en historica. Rusman schrijft onder andere voor NRC en Vrij Nederland.
In 2014 hield ze bij het John Adams Institute een lezing over het gedachtegoed van Ayn Rand, op wier werk ze is afgestudeerd.